# Etichetta (informatica)

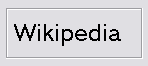
esempio di una semplice etichetta all'interno di un form.

In informatica un'etichetta o label (in inglese) è un controllo grafico (widget) che mostra informazioni testuali all'interno di un form. È solitamente un controllo statico, che non prevede alcun tipo di interazione con l'utente, ed è usato per identificare (etichettare) un altro controllo grafico o gruppi di controlli grafici.
Un'etichetta può mostrare le informazioni su singola linea o su linee di testo multiple; le informazioni mostrate, possono essere modificate solo dall'applicazione stessa.
In alcune implementazioni le etichette "rispondono" ad eventi, come ad esempio il click del mouse, permettendo all'utente di effettuare la copia del contenuto testuale e trasformandosi quindi in text box.

## Esempio nel web
```
[[File:Form-progress-bar.png|alt=Esempio di label in un form|miniatura|Esempio di label in un form]]

<
form
 
action
=
"/action_page.php"
>

  
<
label
 
for
=
"male"
>
Maschio
</
label
>

  
<
input
 
type
=
"radio"
 
name
=
"gender"
 
id
=
"male"
 
value
=
"male"
><
br
>

  
<
label
 
for
=
"female"
>
Femmina
</
label
>

  
<
input
 
type
=
"radio"
 
name
=
"gender"
 
id
=
"female"
 
value
=
"female"
><
br
>

  
<
label
 
for
=
"other"
>
Altro
</
label
>

  
<
input
 
type
=
"radio"
 
name
=
"gender"
 
id
=
"other"
 
value
=
"other"
><
br
><
br
>

  
<
input
 
type
=
"submit"
 
value
=
"Submit"
>

</
form
>

```

Il tag <label> definisce un'etichetta per diversi elementi di un form (modulo di iscrizione):
- <input type = "checkbox">
- <input type = "color">
- <input type = "date">
- <input type = "datetime-local">
- <input type = "email">
- <input type = "file">
- <input type = "month">
- <input type = "number">
- <input type = "password">
- <input type = "radio">
- <input type = "range">
- <input type = "search">
- <input type = "tel">
- <input type = "text">
- <input type = "time">
- <input type = "url">
- <input type = "week">
- <metro>
- <progress>
- <select>
- <textarea>

### Accessibilità
Esempio di codice con tag appositi WAI-ARIA per l'accessibilità:
```
<
form
 
id
=
"send-comment"
 
aria-label
=
"Add a comment"
>

<
label
 
for
=
"username"
>
Username
</
label
>

 
<
input
 
id
=
"username"
 
name
=
"username"
 
autocomplete
=
"nickname"
 
autocorrect
=
"off"
 
type
=
"text"
>

 
</
form
>

```